# Unión Deportiva Las Palmas 2022-2023
Questa voce raccoglie le informazioni riguardanti l'Unión Deportiva Las Palmas nelle competizioni ufficiali della stagione 2022-2023.

## Maglie e sponsor
| Casa | Trasferta |

Sponsor ufficiale: Gran Canaria
Fornitore tecnico: Hummel

## Rosa
Rosa, numerazione e ruoli, tratti dal sito ufficiale, sono aggiornati al 6 febbraio 2023.
| N. |                    | Ruolo | Calciatore       |
| -- | ------------------ | ----- | ---------------- |
| 1  | Spagna (bandiera)  | P     | Álex Domínguez   |
| 2  | Spagna (bandiera)  | D     | Marvin Park      |
| 3  | Spagna (bandiera)  | C     | Sergi Cardona    |
| 4  | Spagna (bandiera)  | D     | Álex Suárez      |
| 5  | Spagna (bandiera)  | D     | Enrique Clemente |
| 6  | Spagna (bandiera)  | D     | Eric Curbelo     |
| 7  | Spagna (bandiera)  | C     | Vitolo           |
| 8  | Spagna (bandiera)  | C     | Fabio González   |
| 9  | Spagna (bandiera)  | A     | Sandro Ramírez   |
| 10 | Spagna (bandiera)  | C     | Alberto Moleiro  |
| 11 | Spagna (bandiera)  | A     | Loren            |
| 12 | Francia (bandiera) | C     | Enzo Loiodice    |
| 13 | Spagna (bandiera)  | P     | Álvaro Valles    |
| 14 | Spagna (bandiera)  | D     | Álvaro Lemos     |

| N. |                               | Ruolo | Calciatore       |
| -- | ----------------------------- | ----- | ---------------- |
| 15 | Spagna (bandiera)             | C     | Álvaro Jiménez   |
| 16 | Romania (bandiera)            | A     | Florin Andone    |
| 17 | Spagna (bandiera)             | C     | Óscar Clemente   |
| 18 | Spagna (bandiera)             | D     | Sidnei           |
| 19 | Spagna (bandiera)             | C     | Marc Cardona     |
| 20 | Spagna (bandiera)             | C     | Kirian Rodríguez |
| 21 | Spagna (bandiera)             | C     | Jonathan Viera   |
| 22 | RD del Congo (bandiera)       | C     | Omenuke Mfulu    |
| 23 | Guinea Equatoriale (bandiera) | D     | Saúl Coco        |
| 24 | Spagna (bandiera)             | C     | Pejiño           |
| 25 | Camerun (bandiera)            | C     | Wilfrid Kaptoum  |
|    | Spagna (bandiera)             | A     | Cristian Herrera |
|    | Spagna (bandiera)             | C     | Benito Ramírez   |